# Eleccions a les Corts Valencianes de 1991
Les Eleccions a les Corts Valencianes de 1991 se celebraren al maig. En un cens de 2.916.465 votants, els votants foren 2.019.411 (69,2%) i 897.054 abstencions (30,8%). El PSPV-PSOE va vèncer per majoria absoluta i el socialista Joan Lerma tornà a ser investit president de la Generalitat Valenciana amb suport d'IU.
Els candidats a president de la Generalitat Valenciana varen ser:
- pel Partit Socialista Obrer Espanyol, Joan Lerma.
- pel Partit Popular, Pedro Agramunt Font de Mora.
- per Unió Valenciana, Hèctor Villalba
- per Esquerra Unida, Albert Taberner.
- pel Centre Democràtic i Social, Alejandro Font de Mora.
- per Unitat del Poble Valencià, Pere Mayor.

## Resultats
| Total País Valencià |                                                      |                                                      |                                                      |                                                      |               |              |            |           |             |
| Cens                | Cens                                                 | Cens                                                 | Cens                                                 | Participació                                         | Participació  | Participació | Abstenció  | Abstenció | Abstenció   |
| Cens                | Cens                                                 | Cens                                                 | Cens                                                 | Vots                                                 | Vots          | Percentatge  | Vots       | Vots      | Percentatge |
| 2.916.465           | 2.916.465                                            | 2.916.465                                            | 2.916.465                                            | 2.019.411                                            | 2.019.411     | 69,24%       | 897.054    | 897.054   | 30,76%      |
| Vots totals         |                                                      |                                                      |                                                      |                                                      |               |              |            |           |             |
| Vàlids              | Vàlids                                               | Vàlids                                               | Vàlids                                               | Vàlids                                               | Vàlids        | Vàlids       | Nuls       | Nuls      | Nuls        |
| 2.008.109           | 2.008.109                                            | 2.008.109                                            | 2.008.109                                            | 99,44%                                               | 99,44%        | 99,44%       | Nuls       | Nuls      | Nuls        |
|                     | Vots a candidatures                                  | Vots a candidatures                                  | Percentatge                                          | Vots en blanc                                        | Vots en blanc | Percentatge  | Nuls       | Nuls      | Nuls        |
|                     | 1.987.503                                            | 1.987.503                                            | 98,97%                                               | 20.606                                               | 20.606        | 1,03%        | 11.302     | 11.302    | 0,56%       |
| Candidatures        |                                                      |                                                      |                                                      |                                                      |               |              |            |           |             |
| Candidatura         | Candidatura                                          | Candidatura                                          | Candidatura                                          | Candidatura                                          | Vots          | %            | Diferència | Diputats  | Diferència  |
|                     | Partido Socialista Obrero Español (PSPV-PSOE)        | Partido Socialista Obrero Español (PSPV-PSOE)        | Partido Socialista Obrero Español (PSPV-PSOE)        | Partido Socialista Obrero Español (PSPV-PSOE)        | 860.429       | 43,29%       | +1,57%     | 45        | +3          |
|                     | Partido Popular (PP)                                 | Partido Popular (PP)                                 | Partido Popular (PP)                                 | Partido Popular (PP)                                 | 558.617       | 28,11%       | +4,15%     | 31        | +6          |
|                     | Unió Valenciana (UV)                                 | Unió Valenciana (UV)                                 | Unió Valenciana (UV)                                 | Unió Valenciana (UV)                                 | 208.126       | 9,24%        | +1,23%     | 7         | +1          |
|                     | Izquierda Unida (IU)                                 | Izquierda Unida (IU)                                 | Izquierda Unida (IU)                                 | Izquierda Unida (IU)                                 | 151.242       | 7,61%        | -0,42%     | 6         | +2          |
|                     | Centro Democrático y Social (CDS)                    | Centro Democrático y Social (CDS)                    | Centro Democrático y Social (CDS)                    | Centro Democrático y Social (CDS)                    | 76.433        | 3,85%        | -5,61%     | 0         | -10         |
|                     | Unitat del Poble Valencià (UPV)                      | Unitat del Poble Valencià (UPV)                      | Unitat del Poble Valencià (UPV)                      | Unitat del Poble Valencià (UPV)                      | 73.813        | 3,71%        | +3,71%     | 0         | -2          |
|                     | Los Verdes (LV)                                      | Los Verdes (LV)                                      | Los Verdes (LV)                                      | Los Verdes (LV)                                      | 35.375        | 1,7%         | +1,7%      | 0         | =           |
|                     | Los Verdes de Alicante-Unión Verde (LVA-UV)          | Los Verdes de Alicante-Unión Verde (LVA-UV)          | Los Verdes de Alicante-Unión Verde (LVA-UV)          | Los Verdes de Alicante-Unión Verde (LVA-UV)          | 5.569         | 0,3%         | +0,3%      | 0         | =           |
|                     | Democracia Socialista (DS)                           | Democracia Socialista (DS)                           | Democracia Socialista (DS)                           | Democracia Socialista (DS)                           | 5.207         | 0,3%         | +0,3%      | 0         | =           |
|                     | Partido Cantonalista del País Alicantino (ALICANTON) | Partido Cantonalista del País Alicantino (ALICANTON) | Partido Cantonalista del País Alicantino (ALICANTON) | Partido Cantonalista del País Alicantino (ALICANTON) | 4.119         | 0,2%         | +0,2%      | 0         | =           |
|                     | Plataforma d'Esquerres (PCE (m-l)-PCPE) (PE)         | Plataforma d'Esquerres (PCE (m-l)-PCPE) (PE)         | Plataforma d'Esquerres (PCE (m-l)-PCPE) (PE)         | Plataforma d'Esquerres (PCE (m-l)-PCPE) (PE)         | 2.758         | 0,14%        | +0,14%     | 0         | =           |
|                     | Unió Nacionalista Valenciana (UNV)                   | Unió Nacionalista Valenciana (UNV)                   | Unió Nacionalista Valenciana (UNV)                   | Unió Nacionalista Valenciana (UNV)                   | 2.248         | 0,11%        | +0,11%     | 0         | =           |
|                     | Frente Nacional (FN)                                 | Frente Nacional (FN)                                 | Frente Nacional (FN)                                 | Frente Nacional (FN)                                 | 2.184         | 0,11%        | +0,11%     | 0         | =           |
|                     | Alianza por la República (AR)                        | Alianza por la República (AR)                        | Alianza por la República (AR)                        | Alianza por la República (AR)                        | 1.383         | 0,07%        | +0,07%     | 0         | =           |

## Diputats electes
| PSPV-PSOE | Partido Popular | Unió Valenciana | EUPV |
| Alacant 1. Alfonso Arenas Ferriz 2. José Asensi Sabater 3. Francisca Benabent Fuentes 4. Ramón Berenguer Prieto 5. Antoni Escarré Esteve 6. Joaquín Fuster Pérez 7. Antoni Garcia Miralles 8. Paloma Gómez Ossorio 9. José Luis Gomis Gavilán 10. Diego Macià Anton 11. Miguel Antonio Millana Sansaturio 12. Antonio Moreno Carrasco 13. Concepción Pérez Morales 14. Antonio Pérez Olcina 15. Hermenegildo Rodríguez Pérez 16. Martín Sevilla Jiménez 17. Emilio Soler Pascual 18. Luis Torregrosa Mira Castelló 1. Joan Callao Capdevila 2. Ernest Fenollosa Ten 3. Ignacio López Arribas 4. Carmen Monzó Juan 5. Rosa María Morte Julián 6. Ernest Nabàs Orenga 7. José Luis Nebot Martí 8. Joaquín Nebot Monzonís 9. Artemi Rallo Lombarte 10. Avel·lí Roca Albert 11. José Ramón Tiller Fibla 12. Alfredo Roe Justiniano València 1. Salvador Almenar Palau 2. María Antonia de Armengol Criado 3. Antonio Birlanga Casanova 4. Segundo Bru Parra 5. Ana María Castellano Vilar 6. Antonio Castro Leache 7. Lluís Font de Mora Montesinos 8. Víctor Fuentes Prósper 9. Vicent M. Garcés Ramón 10. José Garés Crespo 11. Carmen Begoña Gómez-Marco Pérez 12. Joan Lerma i Blasco 13. Elena María Martín Yáñez 14. Juli Millet España 15. Andrés Perelló Rodríguez 16. Leandre Picher Buenaventura 17. Jesús Puig i Noguera 18. Vicent Soler i Marco 19. Juan Villalba González | Alacant 1. Carlos Rafael Alcalde Agesta 2. Anatolio García Villarroya 3. Pedro Hernández Mateo 4. Manuel Lorente Belmonte 5. Rafael Maluenda Verdú 6. Juan Antonio Montesinos García 7. Manuel Ortuño Cerdá-Cerdá 8. Vicente Pérez Devesa 9. José Joaquín Ripoll Serrano 10. Juan Antonio Rodríguez Marín 11. Miguel Valor Peidró 12. Eduardo Zaplana Hernández-Soro Castelló 1. Daniel Ansuátegui Ramo 2. Vicent Aparici Moya 3. Fernando Castelló Boronat 4. Eduardo Escrig Reverter 5. Enrique Gómez Guarner 6. Luciano Guillermo Monzonís Rey 7. Manuel Ramírez Valentín 8. Luis Tena Ronchera 9. José Vives Borrás València 1. Pedro Agramunt Font de Mora 2. Rita Barberá Nolla 3. José Manuel Botella Crespo 4. Joaquín Calomarde Gramage 5. Serafín Castellano Gómez 6. Carlos Javier González Cepeda 7. Jorge Lamparero Lázaro 8. Martín Luis Quirós Palau 9. Rafael Sanchis Perales 10. Vicente Sanz Monlleó | Alacant Castelló 1. Joaquín Farnós Gauchía València 1. Fermín Artagoitia Calabuig 2. Filiberto Crespo Samper 3. Manuel Giner Miralles 4. Rafael Ferraro Sebastià 5. Fernando María Giner Giner 6. Maria Àngels Ramón-Llin i Martínez 7. Héctor Villalba Chirivella | Alacant 1. Alfred Botella i Vicent 2. Pasqual Mollà i Martínez Castelló 1. Francesc Colomer Sánchez València 1. Glòria Marcos i Martí 2. Albert Taberner Ferrer 3. Juan Pedro Zamora Suárez |